# Zwarte soldatenvlieg
De zwarte soldatenvlieg (Hermetia illucens) is een vliegensoort uit de familie Stratiomyidae. De wetenschappelijke naam van de soort werd gepubliceerd in 1758 door Carl Linnaeus in de tiende editie van Systema naturae.
De zwarte soldatenvlieg is een wapenvlieg, van oorsprong afkomstig uit de tropische en subtropische zones van Zuid- en Noord-Amerika. Zowel de larve als ook de volwassen vlieg van deze soort vormen geen plaag en brengen geen ziektes over. De volwassen vlieg kan 15–20 mm lang worden.
Een volwassen vrouwtje legt tussen de 206 en 639 eitjes per keer. Het vrouwtje legt ze in de buurt van rottende plantaardig materiaal of mest. Wanneer de larven uitkomen zijn ze 1 millimeter lang en dof grijsachtig van kleur. Na 14-22 dagen zijn ze volgroeid en bereiken een lengte van 27 mm en zijn 6  mm breed. Ze wegen dan tussen de 0,10 en 0,22 gram. Vervolgens doorlopen ze eerst een prepop- en dan een popstadium en na 1 à 2 weken komen ze als vliegen eruit. In  gevangenschap leven volwassen exemplaren tussen de 47 en 73 dagen met voldoende voedsel en water tot hun beschikking.
Larven worden tegenwoordig op grote schaal gekweekt om organische afvalstromen om te zetten naar insectenbiomassa (proteïnen, vetten). De afvalstromen waarmee de larve zich kan voeden zijn o.a. groenten en fruit, mest en dierlijk afval. Eenmaal volgroeid kan de larve daarna worden verwerkt tot veevoeder.
Hiernaast zijn de eerste stappen gezet om het insect te gebruiken in de recreatieve visserij. Op 11 juni 2019 werd de grootste insectenfabriek ter wereld geopend in Bergen op Zoom. De eigenaar, het Nederlandse bedrijf Protix, kweekt hier vliegenlarven voor de eiwitten in voedsel voor kippen, varkens of kweekvis.